# روني دان
روني دان (بالإنجليزية: Ronnie Dunn)‏ (24 نوفمبر 1908 في المملكة المتحدة - 1994 في المملكة المتحدة) هو جندي ولاعب كرة قدم بريطاني (وحمل سابقاً جنسية المملكة المتحدة لبريطانيا العظمى وأيرلندا) في مركز حراسة المرمى. لعب مع كريستال بالاس وكولتشستر يونايتد ونادي ويلدستون لكرة القدم.